# Werner Herzog
Werner Herzog (født d. 5. september 1942) er en tysk filminstruktør, manuskriptforfatter, skuespiller og operainstruktør. Han var født som Werner Stipetić, men skiftede efternavn til Herzog, der betyder "hertug" på tysk.
Herzog har skrevet, produceret og instrueret sine egne film. Han grundlagde allerede som ung Werner Herzog Filmproduktion og har siden skabt mere end 50 film. Han skelner ikke mellem sine spillefilm og dokumentarfilm, men kalder dem blot "film".
Herzog voksede op i en landby i Böhmen. I 1955 kom hans familie tilfældigt til at dele lejlighed med Klaus Kinski. Ifølge Herzog vidste han da straks, som 13-årig, at han skulle blive filminstruktør og lave film med den langt ældre Kinski i hovedrollen.
Herzog arbejdede i stålindustrien i 1961 for at finansiere sin første film, kortfilmen Herakles. Det blev sagt, at Ian Curtis fra Joy Division tog sit liv efter at have set hans film Stroszek på fjernsyn i 1980.
Han er betegnet som del af New German Cinema med blandt andre navne som Wim Wenders, Rainer Werner Fassbinder og Volker Schlöndorff. Han har med sit særlige filmsprog skabt sin egen genre og modtaget priser og betydende kritik for sit værk. Han er kendt for sin relation til Klaus Kinski, som han benyttede i en del af sine mere berømte film, bl.a. Fitzcarraldo, Aguirre, den gale erobrer, Nosferatu - vampyren, Cobra Verde og Woyzeck. Han er ofte forbundet med risikobetonede projekter, men ifølge ham selv er det ikke sandheden. Han siger selv, at han blot har det bedst under udfordrende forhold, og at det mere er myter og mediedækning, som har skabt den mere kulørte fortælling om hans værker. Om samarbejdet med Kinski lavede han i 1999 dokumentaren Mein liebster Feind (= Min kæreste fjende).
I de senere år har han skabt ekstraordinære værker som Grizzly Man og Flucht aus Laos, sidstnævnte om den tysk-amerikanske pilot Dieter Dengler, som blev skudt ned over Laos under Vietnamkrigen, taget til fange og slap levende fra det efter 7 måneders fangenskab. I efteråret 2006 blev endnu en film om Dengler gjort færdig, Rescue Dawn.
Werner Herzog har i en årrække boet i USA og har endvidere optrådt som skuespiller i andres film. I februar 2006 blev han skudt på af en snigskytte under et interview med BBC, men lod lige uanfægtet.
På dansk udkom i 2017 monografien Werner Herzog - Ekstatisk sandhed og andre ubrugelige erobringer af Kristoffer Hegnsvad.
Herzogs omfattende produktion er for det meste tilgængelig på DVD.